# Fântânele, Prahova
Fântanele là một xã thuộc hạt Prahova, România. Dân số thời điểm năm 2002 là 4120 người.